# Sinivie Boltic
Sinivie Boltic (Fambo, 2 luglio 1982) è un lottatore nigeriano, specializzato nella lotta libera.

## Biografia
È stato alfiere della Nigeria ai Giochi olimpici estivi di Londra 2012. Ha gareggiato nella categoria fino a 96 chilogrammi, dove è stato eliminato agli ottavi di finale dal moldavo Nicolae Ceban.

## Palmarès
- Giochi panafricani

Johannesburg 1999: bronzo nei 76 kg.
Abuja 2003: argento nei 96 kg.
Algeri 2007: bronzo nei 96 kg.
Brazzaville 2015: argento nei 125 kg.
Rabat 2019: argento nei 125 kg.
- Campionati africani

Tunisi 1996: argento nei 74 kg.
2000: argento nei 76 kg.
Il Cairo 2010: oro nei 96 kg.
Dakar 2011: oro nei 96 kg.
N'Djamena 2013: bronzo nei 96 kg.
Tunisi 2014: bronzo nei 125 kg.
- Giochi del Commonwealth

Manchester 2002; bronzo negli 84 kg.
Delhi 2010; oro nei 96 kg.
Glasgow 2014; bronzo nei 125 kg.
- Campionati del Commonwealth

Johannesburg 2013: argento nei 120 kg.